# 拉莫特德加洛尔
拉莫特德加洛尔（法語：La Motte-de-Galaure，法語發音：[la mɔt də ɡalɔʁ]）是法国德龙省的一个旧市镇，位于该省西北部，属于瓦朗斯区。

## 地理
拉莫特德加洛尔（45°11'48"N, 4°54'20"E）面积7.73 平方千米，位于法国奥弗涅-罗讷-阿尔卑斯大区德龙省，该省份为法国东南部内陆省份，北起顺时针与伊泽尔省、上阿尔卑斯省、上普罗旺斯阿尔卑斯省、沃克吕兹省和阿尔代什省接壤。
与拉莫特德加洛尔接壤的市镇（或旧市镇、城区）包括：阿尔邦、克拉韦松、费勒克洛、米雷伊、圣巴泰勒米-德瓦尔斯、圣于兹。

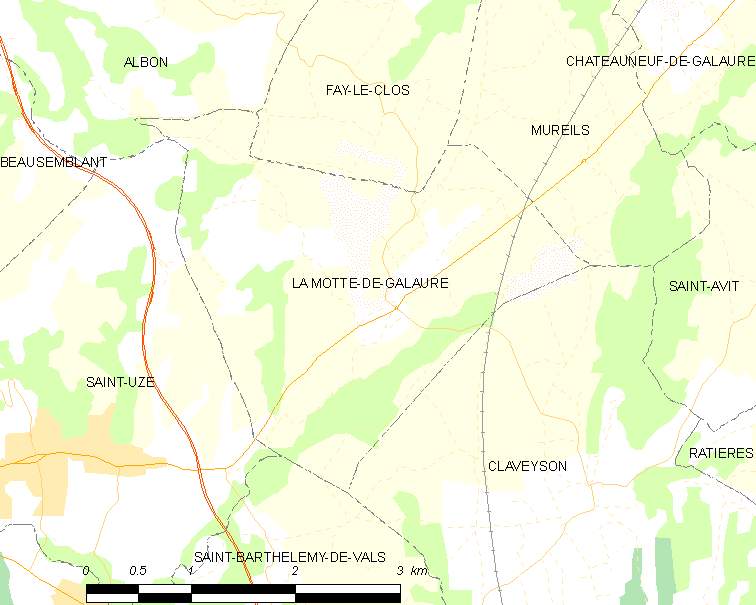
拉莫特德加洛尔的OSM定位图

拉莫特德加洛尔的时区为UTC+01:00、UTC+02:00（夏令时）。

## 行政
拉莫特德加洛尔的邮政编码为26240，INSEE市镇编码为26216。

## 政治
拉莫特德加洛尔所属的省级选区为圣瓦利耶县。

## 人口

1962-2008年间拉莫特德加洛尔人口变化图示

拉莫特德加洛尔于2018年1月1日时的人口数量为794人。